# Geisha (шоколад)
Geisha — шоколад, производимый финской компанией Fazer. Выпускается в виде плитки, батончика или пралине. Шоколад содержит японскую фундучную начинку в оболочке из молочного шоколада.

## Описание
Выпуск шоколада Geisha начался в 1962 году. Питеру Фазеру понравилось японское пирожное, которое готовили в кафе «Карл Фазер» на улице Клуувикату в Хельсинках. Он попросил отдел разработки продуктов попробовать эту начинку с молочным шоколадом.
Название «Geisha» и розовый цвет были позаимствованы у конфет из набора Fazerin Parhain («Лучшее от Fazer»), позже переименованного в «Tokio». Япония послужила источником вдохновения для создания продукта благодаря Летним Олимпийским играм 1964 года в Токио, в которых Питер Фазер также участвовал в соревнованиях по парусному спорту.
В 2006 году упаковка Geisha была изменена, чтобы убрать характерное изображение гейши (или, точнее, майко — начинающей гейши), а шрифт был изменён. В 2020 году компания Fazer объявила, что рассматривает возможность переименования продукта.